# Conopophila
Conopophila är ett fågelsläkte i familjen honungsfåglar inom ordningen tättingar: Släktet omfattar tre arter som förekommer i Australien och på Nya Guinea:
- Rostbröstad honungsfågel (C. albogularis)
- Rödstrupig honungsfågel (C. rufogularis)
- Grå honungsfågel (C. whitei)

DNA-studier visar att arterna i släktet inte är varandras närmaste släktingar, men detta har ännu inte lett till några förändringar bland de större taxonomiska auktoriteterna.